# Marcel Łoziński

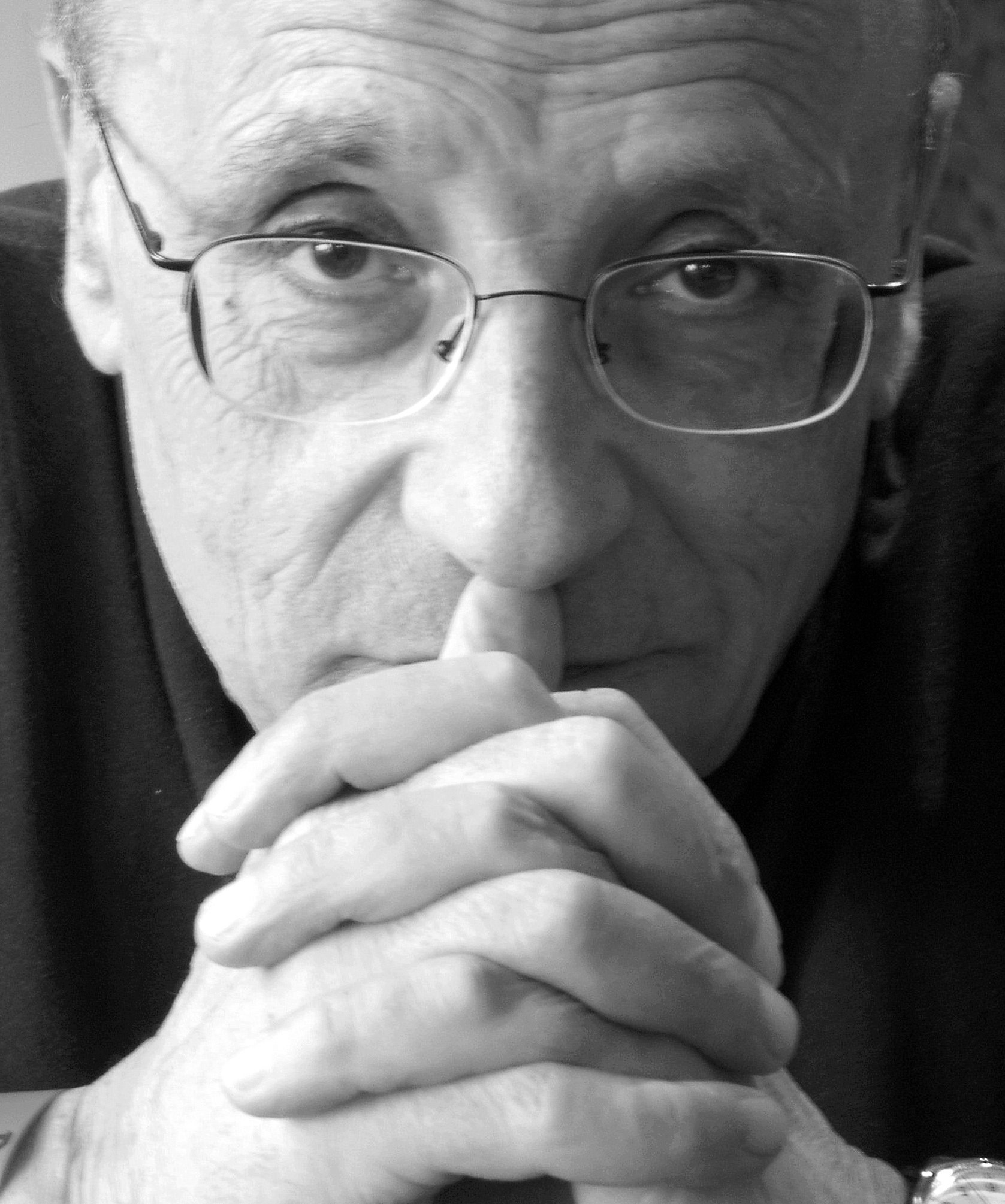
Marcel Łoziński (2015)

Marcel Łoziński (* 17. Mai 1940 in Paris) ist ein polnischer Filmregisseur und Drehbuchautor. Sein Dokumentar-Kurzfilm 89 mm od Europy brachte ihm 1995 eine Oscar-Nominierung ein.

## Leben
Marcel Łoziński wurde während des Zweiten Weltkriegs in Paris geboren. Er studierte bis 1965 zunächst an der Fakultät für Kommunikation der Technischen Universität Warschau und dann ab 1967 an der Staatlichen Film- und Theaterhochschule in Łódź Regie. Parallel arbeitete er mehrere Jahre im Warschauer Dokumentarfilmstudio als Toningenieur. Sein Regiestudium schloss er 1971 ab; 1976 erhielt er sein Diplom.
In den 1970er und 1980er Jahren arbeitete Łoziński für das Fernsehen. Später arbeitete er mit Andrzej Wajda und für das Warschauer Dokumentarfilmstudio. Aus diesem wurde Łoziński im Januar 1980 vom Kulturminister ausgeschlossen, nachdem zwei seiner Filme zensiert worden waren. Im August des Jahres konnte er ins Filmstudio zurückkehren.
Für den Dokumentar-Kurzfilm 89 mm od Europy über den 89-Millimeter-Unterschied in den Spurbreiten von Eisenbahngleisen in Europa und der ehemaligen Sowjetunion war Łoziński bei der Oscarverleihung 1995 für den Oscar in der Kategorie Bester Dokumentar-Kurzfilm nominiert. Mehrfach wurde er seit den 1970er Jahren auf dem Krakowski Festiwal Filmowy für seine Werke ausgezeichnet. Beim Europäischer Filmpreis 2009 erhielt er die Auszeichnungen für den Besten Kurzfilm für seine Produktion Poste restante. 1993 und 1998 erhielt er Preise auf dem Internationalen Leipziger Festival für Dokumentar- und Animationsfilm.
Seine Söhne sind der Regisseur Paweł Łoziński (* 1965) und der Schriftsteller und Fotograf Mikołaj Łoziński (* 1980).

## Filmografie
Regie
- 1971: Absolutorium (Kurzfilm)
- 1972: Koło Fortuny (Kurzfilm)
- 1973: Happy End (Kurzfilm)
- 1974: Wizyta (Kurzfilm)
- 1975: Król (Kurzfilm)
- 1975: Zderzenie czołowe (Kurzfilm)
- 1977: Wie soll man leben? (Jak żyć; Kurzfilm)
- 1978: Dotknięcie (Kurzfilm)
- 1979: Egzamin dojrzałości (Kurzfilm)
- 1980: Próba mikrofonu (Kurzfilm)
- 1986: Świadkowie (Kurzfilm)
- 1987: Ćwiczenia warsztatowe (Kurzfilm)
- 1987: Moje miejsce (Kurzfilm)
- 1987: Témoins (Kurzfilm)
- 1989: Timewatch (Dokumentarserie, 1 Episode)
- 1989: Polska 45 – 89 (Dokumentarfilm)
- 1990: Der Wald von Katyn (Las Katyński; Dokumentarfilm)
- 1992: Siedmiu Żydów z mojej klasy (Kurzfilm)
- 1993: 89 mm od Europy (Kurzfilm)
- 1994: Warszawa 94. Podróż sentymentalna (Kurzfilm)
- 1995: Wszystko może się przytrafić (Kurzfilm)
- 1995: Po zwycięstwie 89 – 95 (Dokumentarfilm)
- 1998: Damit es nicht weh tut (Żeby nie bolało; Dokumentarfilm)
- 2002: Pamiętam (Dokumentarfilm)
- 2006: Der Weg zum Erfolg (Jak to się robi; Dokumentarfilm)
- 2007: A gdyby tak się stało (Kurzfilm)
- 2009: Poste restante (Kurzfilm)
- 2011: Tonia i jej dzieci (Dokumentarfilm)
- 2013: Ojciec i syn w podróży (Dokumentarfilm)